# Les Jeudis miraculeux
Pour plus de détails, voir Fiche technique et Distribution.
Les Jeudis miraculeux (Los jueves, milagro) est un film espagnol réalisé par Luis García Berlanga, sorti en 1957.

## Fiche technique
- Titre original : Los jueves, milagro
- Titre français : Les Jeudis miraculeux
- Réalisation : Luis García Berlanga
- Scénario : Luis García Berlanga et José Luis Colina (es)
- Photographie : Francisco Sempere
- Montage : Pepita Orduna
- Musique : Franco Ferrara
- Pays d'origine : Espagne
- Format : Noir et blanc - 1,37:1 - Mono
- Genre : comédie
- Durée : 84 minutes
- Date de sortie : 1957

## Distribution
- Richard Basehart : Martino
- José Isbert : Don José
- Paolo Stoppa : Don Salvador
- Juan Calvo (es) : Don Antonio Guajardo Fontana
- Alberto Romea (en) : Don Ramón
- Félix Fernández : Don Evaristo
- Manuel de Juan : Don Manuel
- Guadalupe Muñoz Sampedro (en) : Doña Paquita
- Manuel Alexandre : Mauro
- José Luis López Vázquez : Don Fidel
- Luigi Tosi
- Luis Varela : Luis